# Musée technique du Danemark
Le musée technique du Danemark est un musée situé à Elseneur au Danemark.

## Histoire
Le musée a été créé en 1911 par l'Association des artisans de Copenhague et l'Association industrielle. Dans les années qui ont suivi 1911, le musée a repris un certain nombre de collections qui avaient été créées dans les années 1800. Le musée a notamment reçu la collection du Musée danois de l'industrie. Plus tard, le Musée technique du Danemark a repris un certain nombre de collections plus récentes provenant d'anciens musées spécialisés.
À l'origine, le musée était situé au Polyteknisk Læreanstalt à Copenhague. Plus tard, un département a été ajouté à Hellerup. En 1966-1969, le musée a déménagé à Elseneur, dans un bâtiment spécialement construit à cet effet sur Nordre Strandvej. En 1984-1995, le musée a eu une antenne à Aalborg. Aujourd'hui, le musée est installé dans l'ancienne fonderie du chantier naval d'Elseneur. En 2026, le musée déménagera dans la centrale électrique de Svanemølle à Copenhague. 

## Galerie

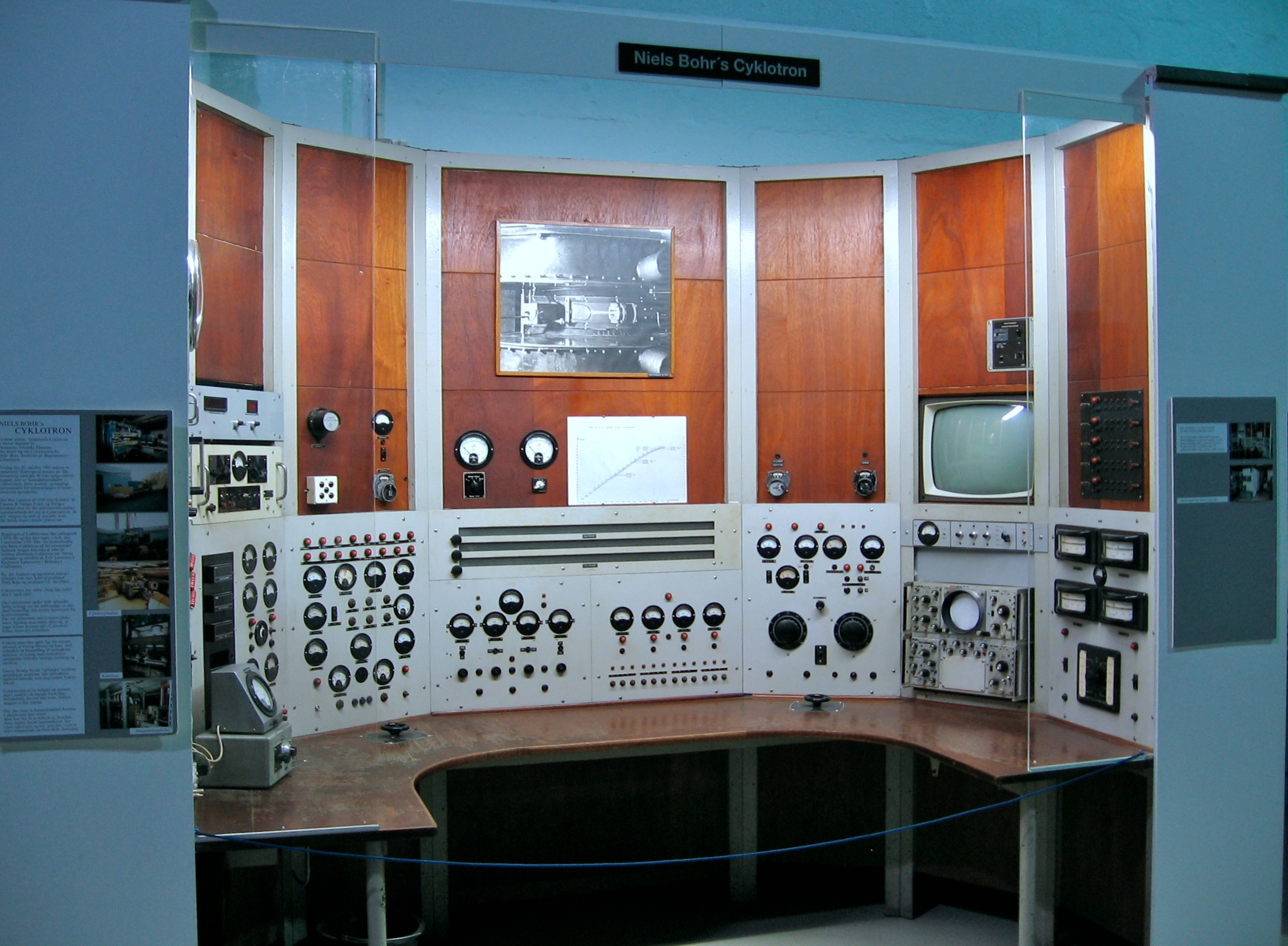
Niels Bohrs cyclotron.
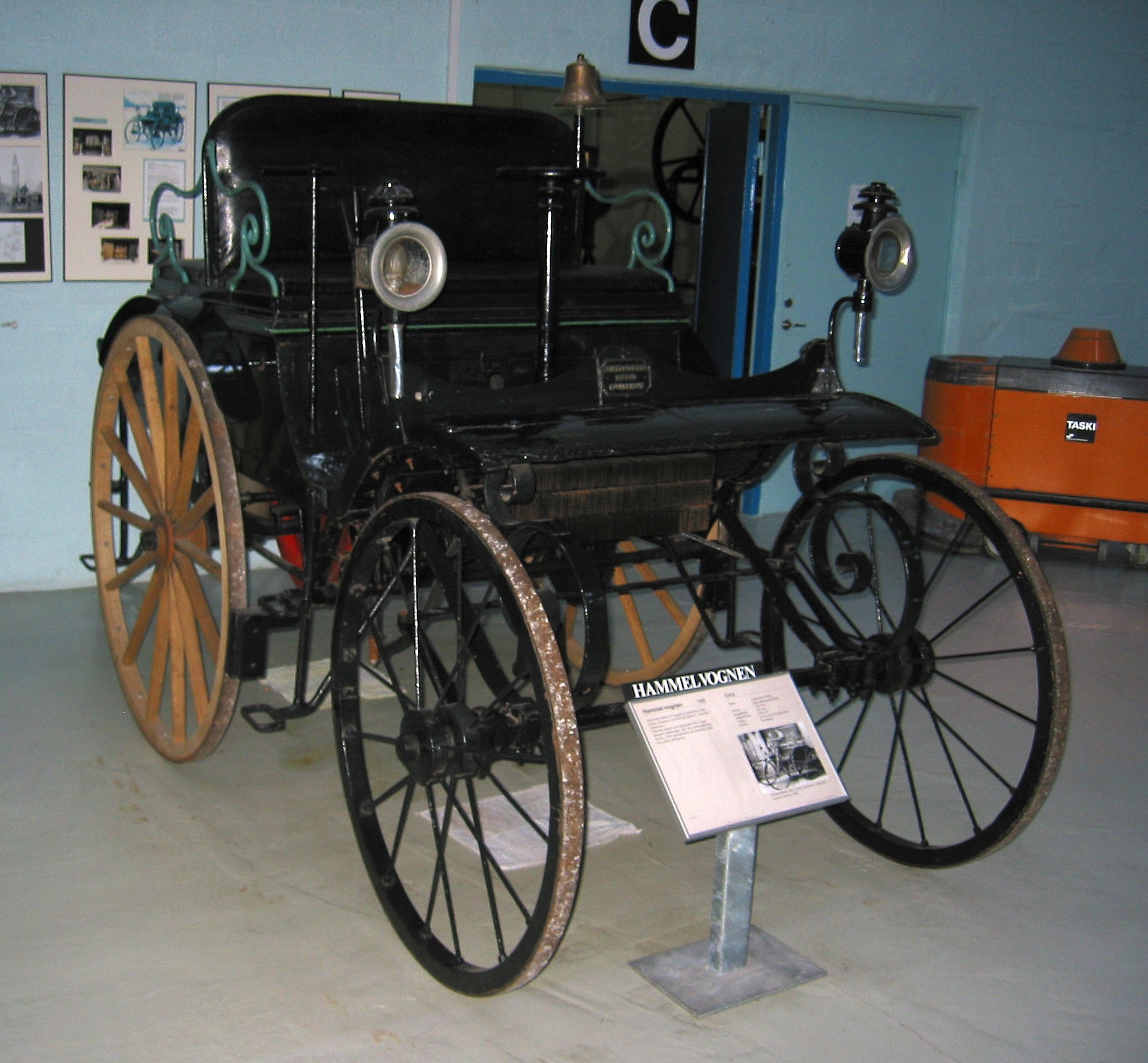
Le wagon Hammel de 1888.
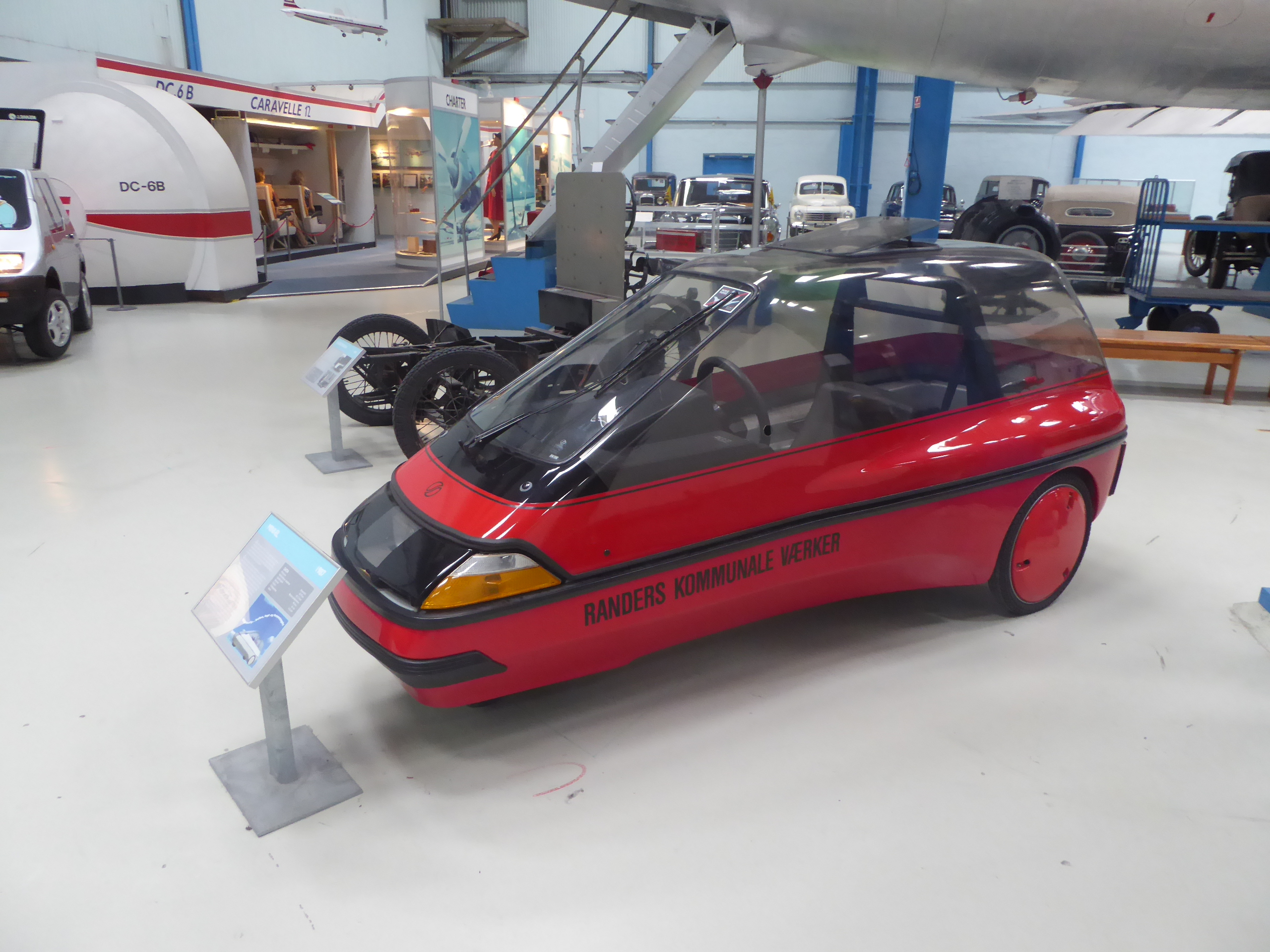
Ellert de 1987.
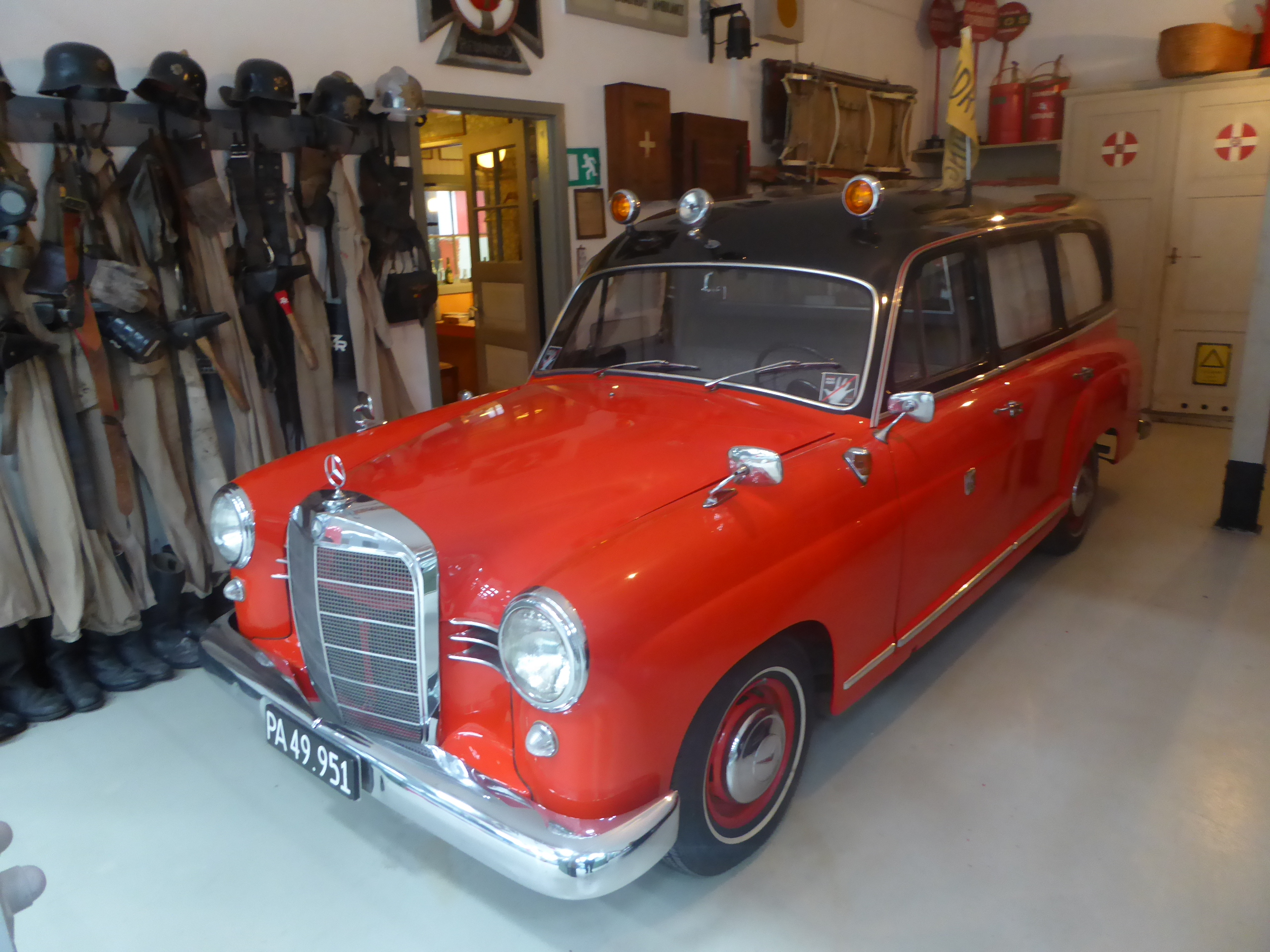
Ambulance de 1960 du Zone Rescue Corps.
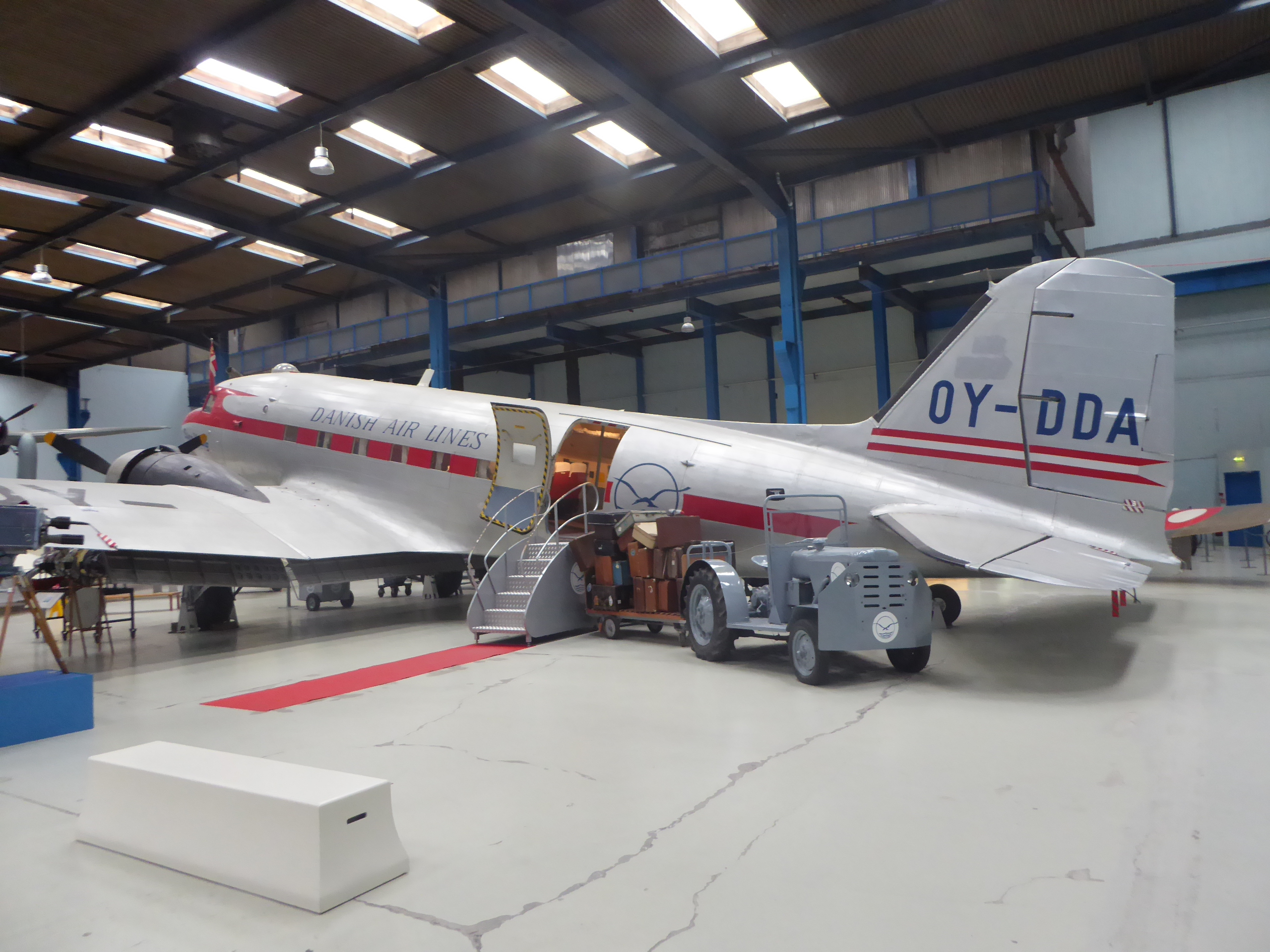
Avion de passagers Sven Viking de 1943.
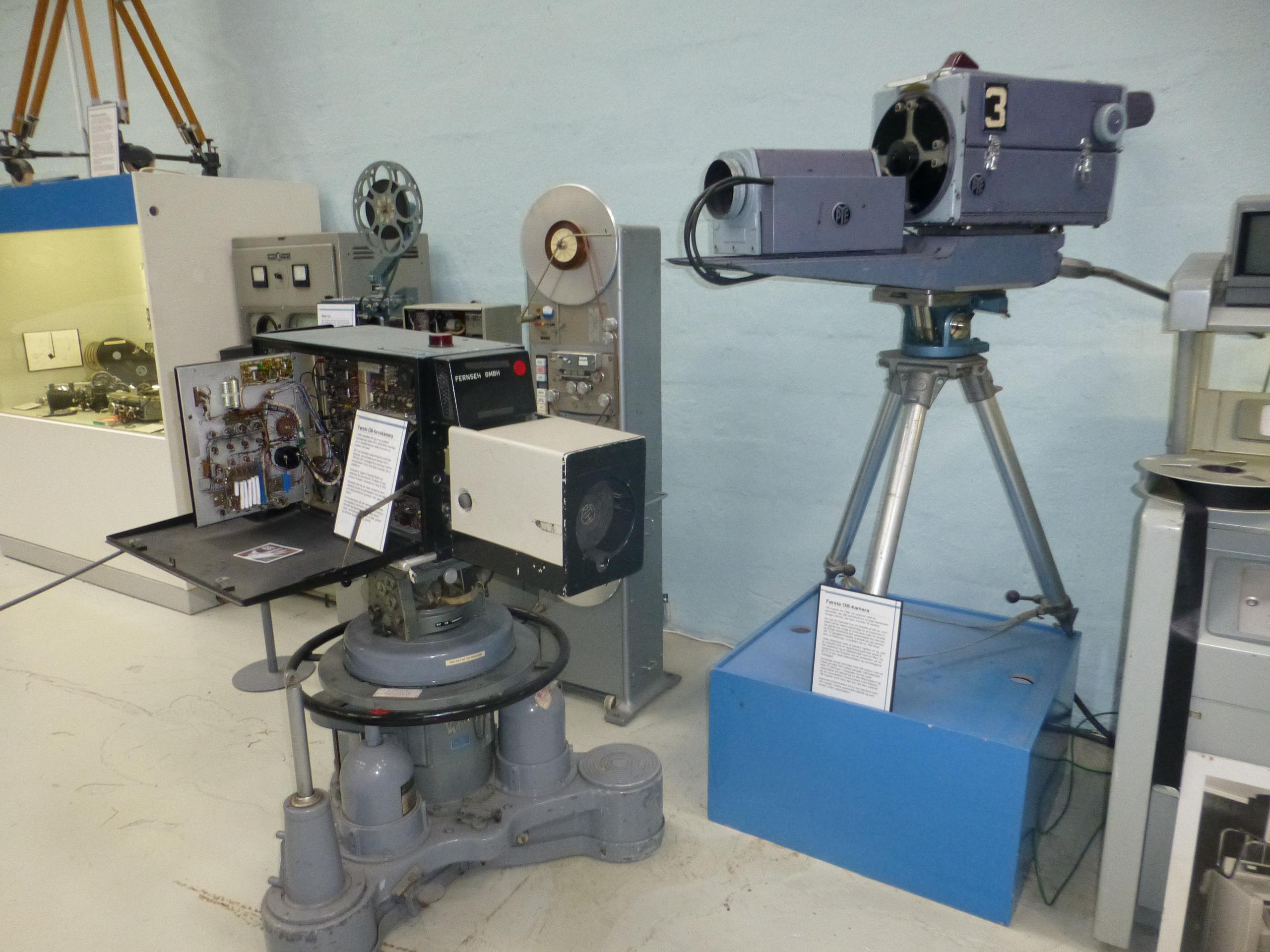
Caméras de télévision
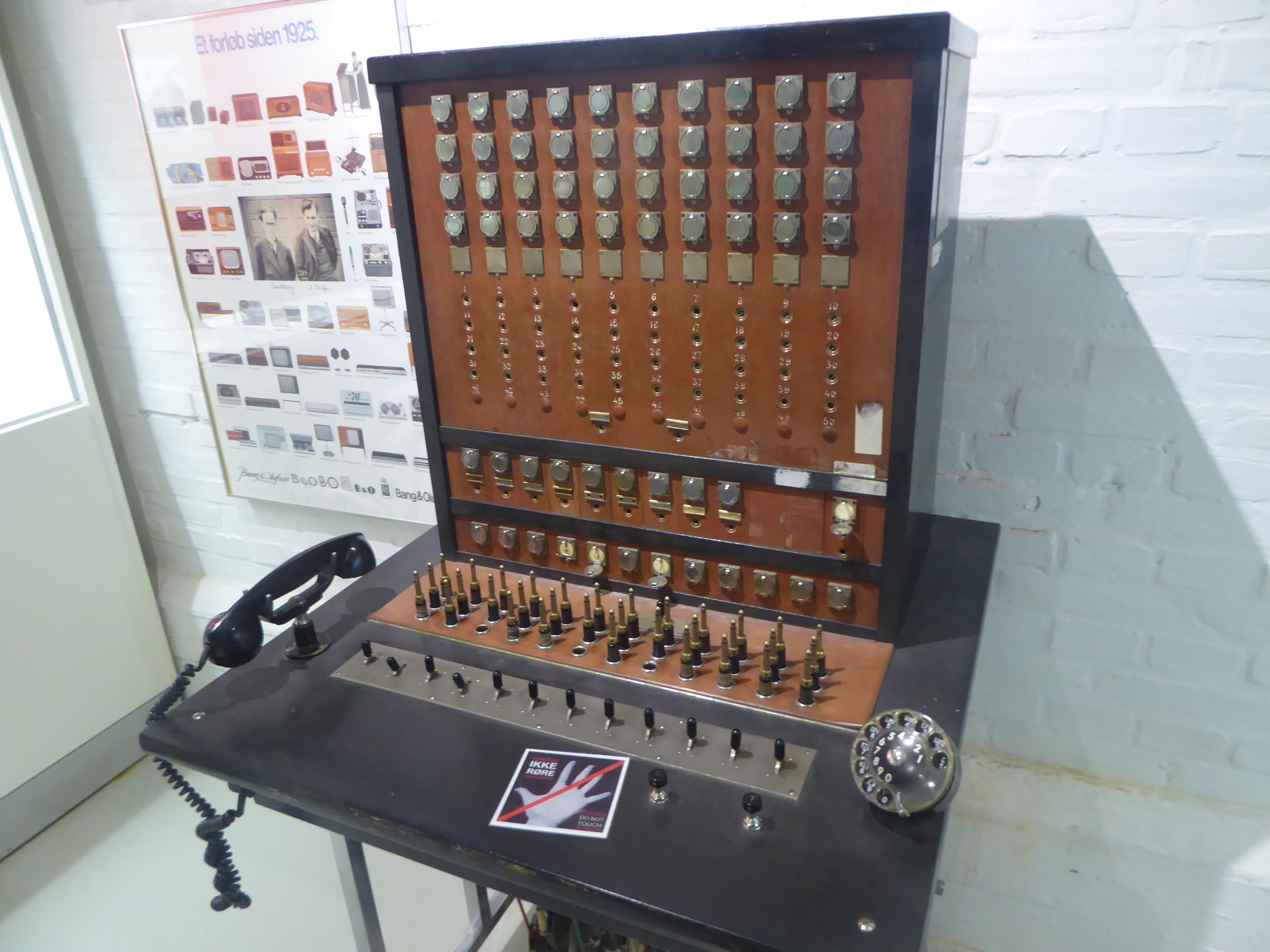
Tableau électrique.
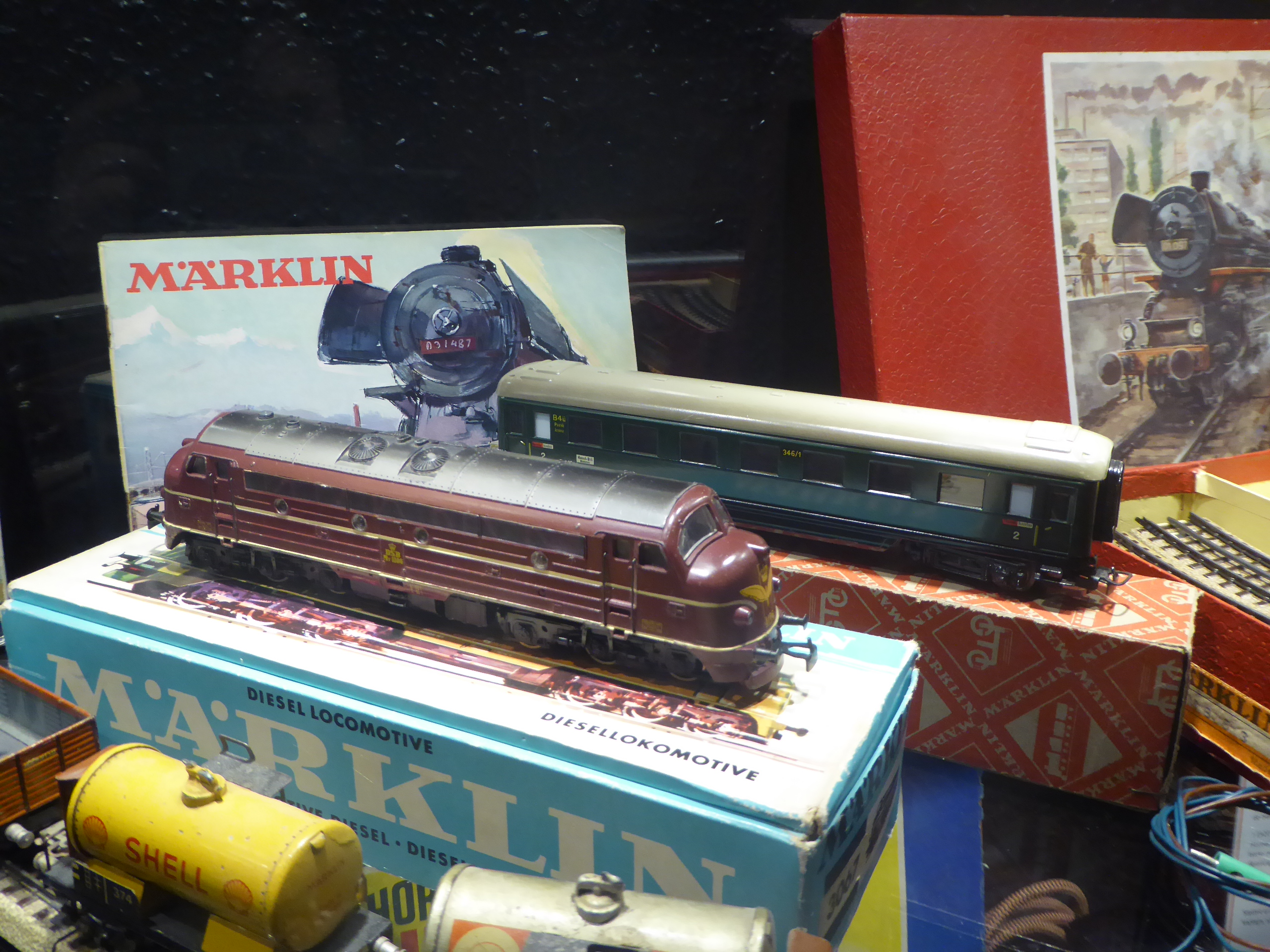
Train miniature de marque Märklin.